# Brännåsens fäbodar
Brännåsens fäbodar är ett fäbodställe i Bjuråkers och Delsbos socknar, som nu ligger i Hudiksvalls kommun. Fäbodstället är beläget mellan Västra Brännåstjärnen och Östra Brännåstjärnen.
Brännåsens fäbodar är omtalat på medeltiden, med fyra ursprungliga fäbodstugor samt 11 mindre ursprungliga stugor, med betande får ännu 1998. Det ligger i förhållandevis hög och "vild" terräng utmed vandringsleden Kolarstigen.